# La Foire aux cancres
La Foire aux cancres est un film de Louis Daquin sorti en 1963.

## Synopsis
Film à sketches.
- 1. Jour d'inspection. Le cancre de la classe est mauvais élève mais bon mécanicien.
- 2. Le billet de cinquante. Le professeur démontre que l'argent n'est que du papier.
- 3. Le foie et la porte. Un professeur raisonnant sur les méfaits de l'alcoolisme présente pourtant toutes les caractéristiques d'une personne ivre.
- 4. Un voleur en herbe. L'institutrice découvre qu'un de ses élèves est un voleur.
- 5. Un problème de train. Une jeune enseignante, chahutée par ses élèves, leur soumet un difficile problème de train à résoudre.
- 6. Une tragédie. Un cancre enferme son professeur dans les toilettes et jette la clé.
- 7. Les mamelles de la France. Un cancre rapporte déformé un mot fameux de Sully à son père qui, conseiller municipal, le rapporte au maire.

## Fiche technique
- Titre : La Foire aux cancres
- Réalisation : Louis Daquin
- Scénario : Pierre Tchernia, d'après le livre éponyme de Jean-Charles
- Adaptation : Louis Daquin
- Dialogues : Jean Marsan et Pierre Tchernia
- Photographie : Jean Penzer
- Musique : Georges Van Parys
- Production : Les Films Sirius, Les Films Raoul Ploquin, UGC
- Distribué par Les Films Raoul Ploquin
- Pays :  France
- Genre : Comédie
- Durée : 88 minutes
- Date de sortie : 30 octobre 1963
- Affiche : Guy-Gérard Noël (France)

## Distribution
- Jean Rochefort : Sigoules
- Dominique Paturel : Baudrier
- Sophie Desmarets : Mme Sigoules
- Christophe Marchand : Raoul Chanteau
- Christian Marin : Levasseur
- René Lefèvre : l'inspecteur
- Jean Poiret : Collin
- Roland Armontel : Greuzer
- Jean Bouise : le directeur
- Roger Carel : Garrigou
- Julien Carette : le cheminot
- Jean Carmet : le chef de gare
- Jacques Grello : l'antiquaire
- Yvonne Clech : la femme de l'antiquaire
- Alain Cuniot : le censeur
- Clara Gansard : mademoiselle Jacqueline
- Serge Rousseau : l'aspirant
- Albert Rémy : le serrurier
- Jean-Marie Porte : l'élève Levasseur
- Stéphane Gatti : Didier Sigoules
- Huguette Hue : mademoiselle Geneviève
- Bruno Huismann : Lambert
- Jean-Paul Moulinot : le maire
- Colette Roszaffy : Nicole Midon
- Madeleine Barbulée
- Jean Champion
- Claude Evrard
- Pierre Decazes
- Élisabeth Hardy
- Ginette Desailly
- Rosita Fernandez
- Serge Rousseau
- Tilly Dorville
- Jean Boyer
- Jean Martin
- Guy Grosso
- Marcel Alba
- Michel Ferrand
- Patrick Schulmann (non crédité)